# پیست اسکی دربندسر

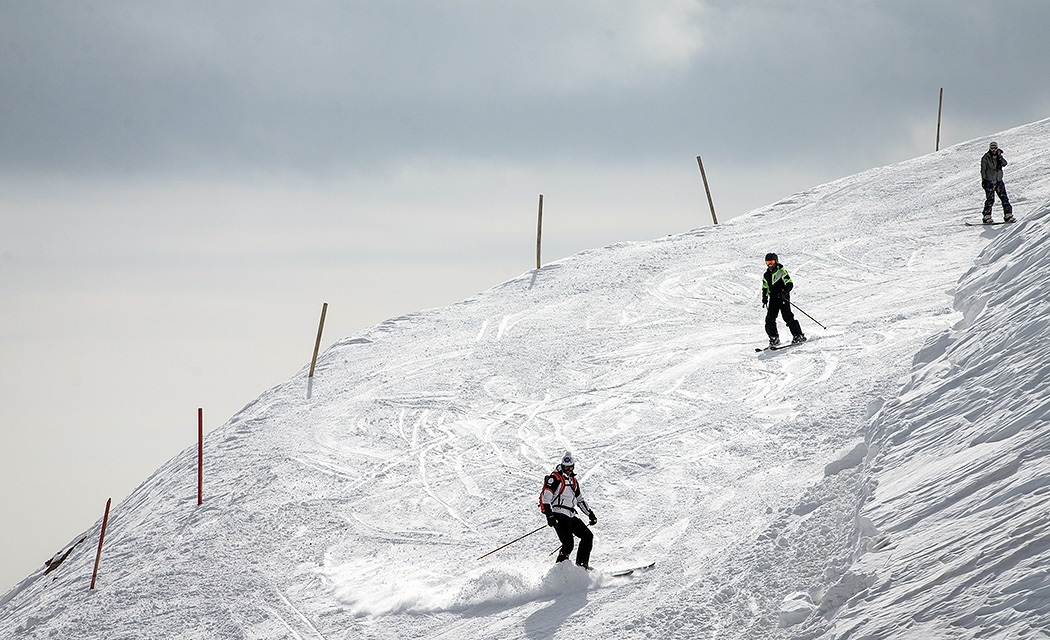

پیست اسکی دربندسر از پیست‌های اسکی تهران و شهر شمشک دربندسر است که در نزدیکی پیست اسکی دیزین و پیست اسکی شمشک قرار دارد.
پیست اسکی دربندسر یکی از مجهزترین پیست‌های اسکی کشور و تنها پیست اسکی دارای دستگاه برف ساز است. این پیست در سال‌های گذشته همواره میزبانی رقابت‌های لیگ بین‌المللی اسکی را بر عهده داشته‌است.

## تاریخچه
پیست اسکی دربندسر در سال ۱۳۵۷ به کمک و همت مربیان اسکی و اهالی شمشک و دربندسر بنام پاپا آغاز به کار کرد. در حین احداث پیست پدر علیداد ساوه‌شمشکی به نام اسماعیل ساوجی از مربیان و قهرمانان سابق شمشک، از پایهٔ بالابر به پایین سقوط کرده و جان سپرد.

## موقعیت پیست
این پیست در ۳۵ کیلومتری شمال تهران قرار دارد. پیست اسکی دربندسر در محلهٔ دربندسر شهر جدید شمشک دربندسر از توابع لواسانات و رودبارقصران شهرستان شمیرانات استان تهران قرار دارد.

### راه‌های دسترسی
این پیست از مسیرهای جاده لواسانات و محورلشکرک-فشم (در تمام فصول سال) و کرج-گچسر (فقط در فصل تابستان) قابل دسترسی است.

## امکانات ورزشی
- یک دستگاه تله سیژ ۴ نفره به طول ۱۲۰۰ متر از کشور فرانسه
- یک دستگاه تله سیژ ۴ نفره به طول ۸۰۰ متر در ارتفاع ۳۷۵۰ متری از سطح دریا
- یک دستگاه تله سیژ ۲ نفره به طول ۱۱۱۰ متر
- یک دستگاه تله‌اسکی بشقابی از کشور ایتالیا به طول ۷۰۰ متر
- یک دستگاه تله‌کابین ۱۲ نفره به طول ۱۸۳۰ متر با ۵۷ کابین با ظرفیت ۳۰۰۰ نفر در هر ساعت
- دو دستگاه تله اسکی چکشی (جهت استفاده اسکی بازان مبتدی)
- یک دستگاه برف‌ساز که قابلیّت تولید برف در دمای صفر درجه در طول ۱۳۰۰ متر و به عرض یکصد متر و ارتفاع ۵۰ سانتی‌متر می‌باشد.
- پنچ دستگاه پیستکوب
- مدرسهٔ اسکی
- سه رستوران
- پیست اسکی شب

## امکانات رفاهی
- یک رستوران چوبی منحصر به فرد در ایران به مساحت ۴۰۰ متر مربع در یک و نیم طبقه که تماماً از چوب نرّاد فنلاندی و لوازم جانبی آن از قبیل لوله و کابل برق و رنگ از کشورهای اروپایی تهیه شده‌است.
- رستوران قله که در ایستگاه مقصد تله کابین قرار دارد.
- یک رستوران در ایستگاه مقصد تله سیژ دو نفر قرار دارد که تا اطلاع ثانوی غیرفعال است.

== انواع پیست‌ها ==پیست معمولی روز 
پیست شب